# Thamnoecha
Thamnoecha is een geslacht van vlinders uit de familie pijlstaarten (Sphingidae).

## Soorten
- Thamnoecha uniformis (Butler, 1875)